# Bylaugh
 (juillet 2023).
Bylaugh est une paroisse civile et un village du Norfolk, en Angleterre.